# Kees de Kruijff

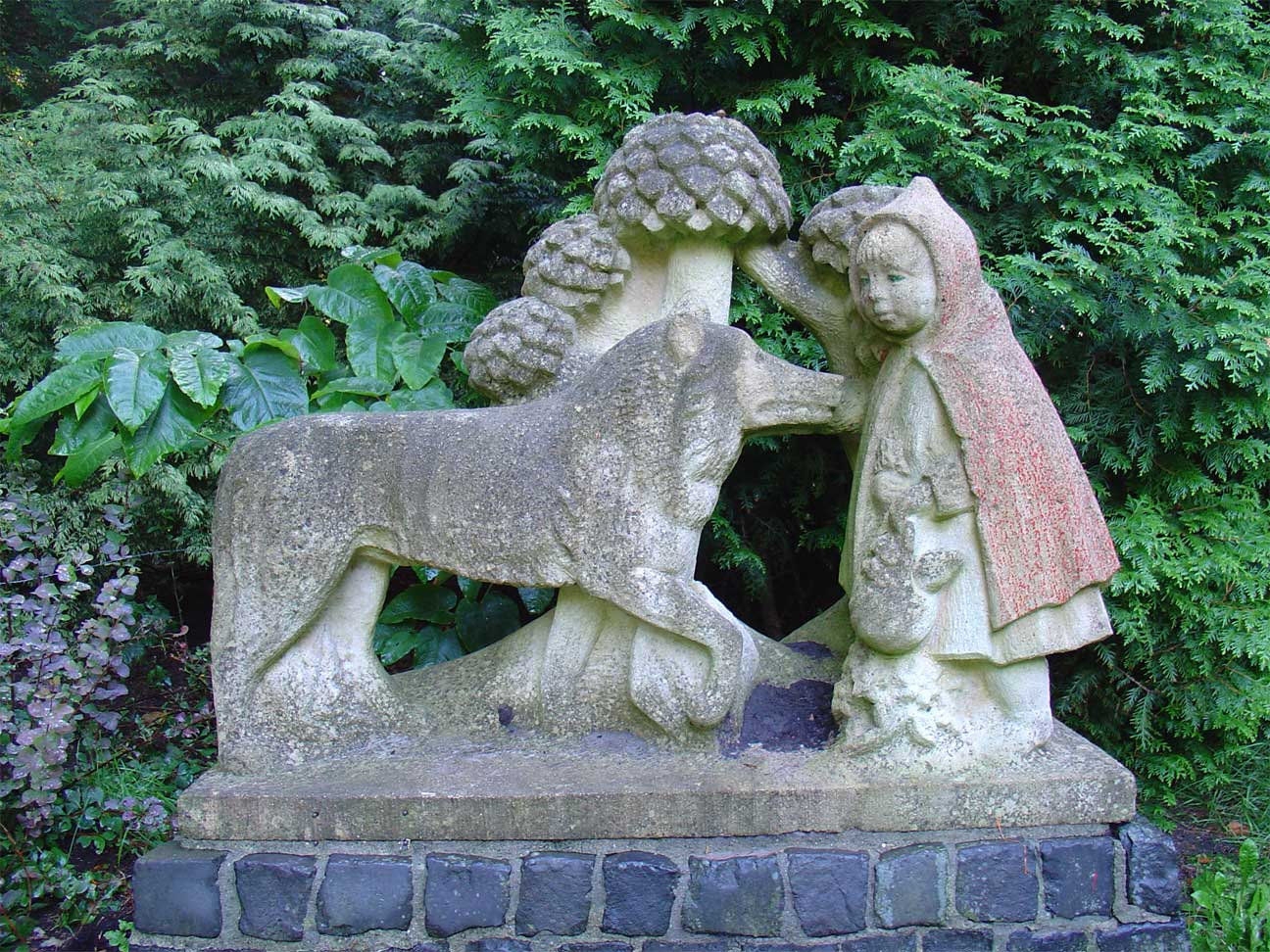
Roodkapje en de wolf, parque Juliana en Stadskanaal (1959).

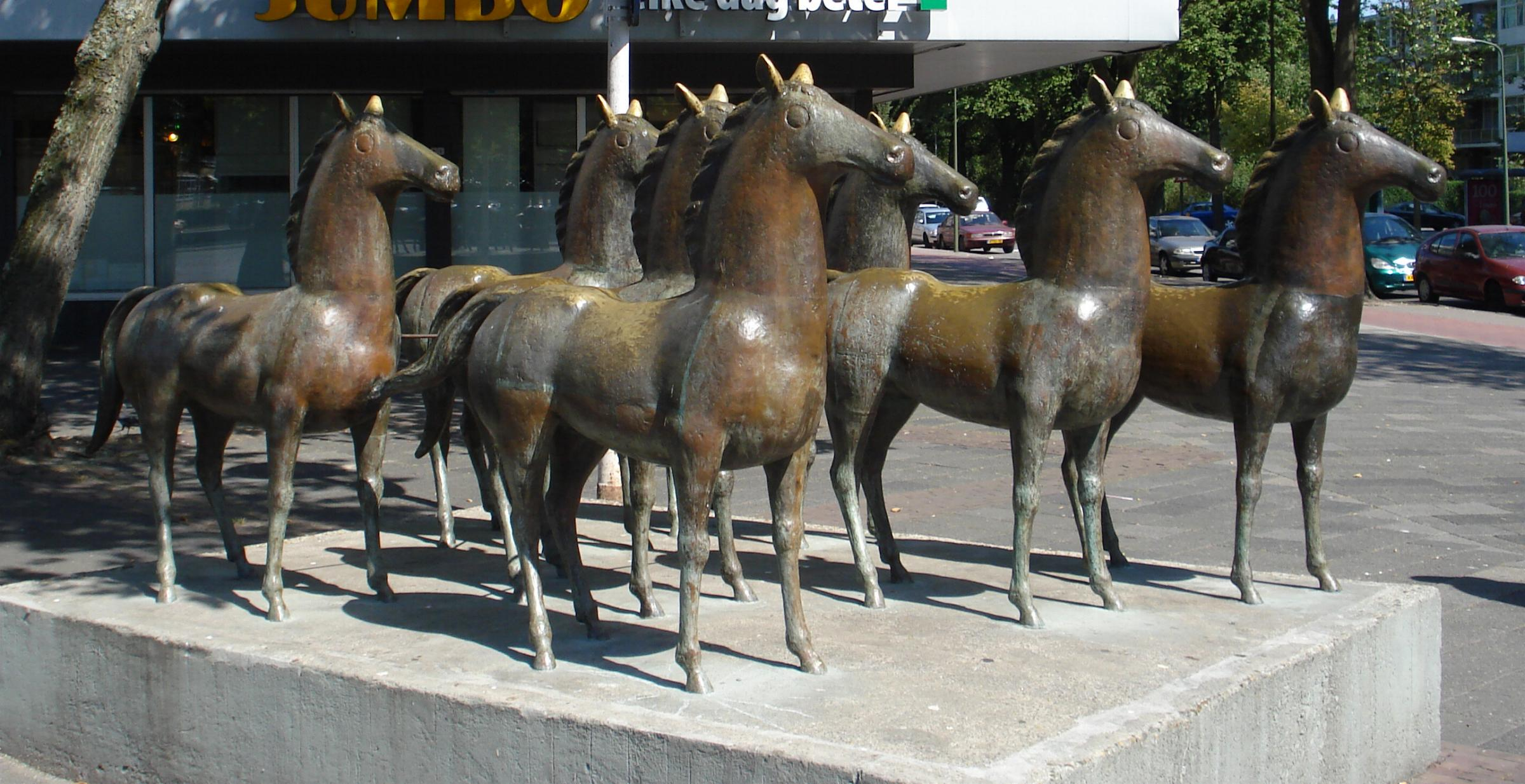
7 caballos en La Haya.

Kees de Kruijff (La Haya, 12 de enero de 1905 - † 14 de junio de 1978) fue un escultor de los Países Bajos.

## Datos biográficos
Kees de Kruijff trabajó en la finca Arendshorst en La Haya
, en el centro comercial de la ciudad y en la zona residencial de Escamp de La Haya y el parque Juliana en Stadskanaal.

## Obras
Entre las mejores y más conocidas obras de Kees de Kruijff se incluyen las siguientes:
- Edelhert - ciervo  - La Haya, bronce ,(1939)
- Roodkapje en de wolf - Caperucita roja y el Lobo, Stadskanaal (1959)
- Groep van 7 paarden- Los 7 caballos - La Haya (1975)

Son famosas sus esculturas de animales. Estos retratos fueron evolucionando, desde la reproducción preciosista de los detalles de la naturaleza que podemos ver en el ciervo de 1939, hasta las formas menos detalladas pero contundentes de sus siete caballos. 
También trabajó las medallas, reproduciendo en bronce a la cera perdida pequeños relieves, también de caballos.